# Tomasz Tybinkowski
Tomasz Tybinkowski (22 settembre 1948 – Poznań, 15 febbraio 2007) è stato un cestista polacco.

## Carriera
Ha disputato i Campionati europei del 1973 con la Polonia.

## Palmarès
- Campionato polacco: 1

Legia Varsavia: 1968-69